# 分类网络
分类网络（Classful Addressing）或稱「分級式定址」，是1981年至1993年引入无类别域间路由（CIDR）之前在互联网中使用的一种網路位址架构。该方法将互联网协议第4版（IPv4）的IP地址空间根据前四位地址位划分为五个地址类别。A类、B类和C类为三种不同网络规模的网络提供单播地址。D类用于组播网络，E类地址范围是为未来或实验性目的保留的。
自从它停用以来，分类网络的概念只在一些网络软件和硬件组件的默认配置参数中保留，尤其是在子网掩码的默认配置中。

## 分类之前
一开始，32位的IPv4地址只由8位的网络地址（指定了主机连接到的那个网络）和「剩下的」主机位（指定了主机在该网络内的地址）。这种格式用在局域网出现之前。在那时，只有一些很少很大的的网络，例如ARPANET。
这使独立的网络的数量不能太多（最多254个），这在局域网出现的早期，就已经显得不足够了。

## 分类
为了和已存在的IP地址空间及IP数据报兼容，对IP地址的定义在1981年的RFC 791进行了修改。修改后的IP地址共有三种网络地址长度不同的单播地址。如下表所示：
| Class           | 前缀位 | 网络地址位数 | 剩余的位数 | 网络数    | 每个网络的主机数 |
| --------------- | ------ | ------------ | ---------- | --------- | ---------------- |
| A类地址         | 0      | 8            | 24         | 128       | 16,777,214       |
| B类地址         | 10     | 16           | 16         | 16,384    | 65,534           |
| C类地址         | 110    | 24           | 8          | 2,097,152 | 254              |
| D类地址（群播） | 1110   | 未定义       | 未定义     | 未定义    | 未定义           |
| E类地址（保留） | 1111   | 未定义       | 未定义     | 未定义    | 未定义           |

可用的主机地址总是2N - 2（N是所用的位数，减2是因为第一个和最后一个地址都是无效的）。因此，对于用8位来表示主机地址的C类地址来说，主机数就是254。
更多的网络位允许更多的网络，因此适应了互联网的持续增长。
现在总和IP地址连在一起的掩码在那里是不需要的，因为掩码可以从IP地址推出。所有的网络设备都会通过查看IP地址的前几位来确定地址所属的类别。
但是比较两个IP地址的物理网络的方法没有改变。对每个地址，在确定它的网络地址所占的位数和相应的值之后，就可以比较它们的网络地址了。如果两个网络地址相同，则两个IP地址在同一网络上。

## 对分类的替换
第一轮的改变在短期内已经足够，但是IP地址仍然在不断变得短缺。其中主要的问题是，多数的网站对c类的网络地址来说太大了，因此它们都得到了b类的地址。随着互联网的快速发展，b类的地址（共214个）迅速减少。分类网络于1993年被无类别域间路由取代以解决这个问题。
IANA在早期对IP地址的分配在某些情况下并不是很高效，这也是这个问题产生的原因之一。（但是，人们认为一些美国的组织不公平地和非必要地得到了A类地址这个观念其实只是一个恶作剧；那些不高效的分配多是在分类地址出现之前。在那里，只有后来所谓的A类地址可用）。

## 一些有用的表

### 各个类别的范围
下表用标准的点分十进制形式表示了每个类别所用的地址范围。
| 分类             | 前缀码 | 开始地址  | 结束地址        | 对应CIDR修饰 | 默认子网掩码  |
| ---------------- | ------ | --------- | --------------- | ------------ | ------------- |
| A类地址          | 0      | 0.0.0.0   | 127.255.255.255 | /8           | 255.0.0.0     |
| B类地址          | 10     | 128.0.0.0 | 191.255.255.255 | /16          | 255.255.0.0   |
| C类地址          | 110    | 192.0.0.0 | 223.255.255.255 | /24          | 255.255.255.0 |
| D类地址 （群播） | 1110   | 224.0.0.0 | 239.255.255.255 | /4           | 未定义        |
| E类地址 （保留） | 1111   | 240.0.0.0 | 255.255.255.255 | /4           | 未定义        |

### 特殊范围
有一些地址被保留了以作用在特殊的场合（RFC 3330）。

### 按位来表示
在下表中：
- n 表示该二进制位是网络位
- H 表示该二进制位是主机位
- X 表示该二进制位无特定作用

```
A類地址
  0.  0.  0.  0 = 00000000.00000000.00000000.00000000
127.255.255.255 = 01111111.11111111.11111111.11111111
                  0nnnnnnn.HHHHHHHH.HHHHHHHH.HHHHHHHH
B類地址
128.  0.  0.  0 = 10000000.00000000.00000000.00000000
191.255.255.255 = 10111111.11111111.11111111.11111111
                  10nnnnnn.nnnnnnnn.HHHHHHHH.HHHHHHHH

C類地址
192.  0.  0.  0 = 11000000.00000000.00000000.00000000
223.255.255.255 = 11011111.11111111.11111111.11111111
                  110nnnnn.nnnnnnnn.nnnnnnnn.HHHHHHHH

D類地址
224.  0.  0.  0 = 11100000.00000000.00000000.00000000
239.255.255.255 = 11101111.11111111.11111111.11111111
                  1110XXXX.XXXXXXXX.XXXXXXXX.XXXXXXXX

E類地址
240.  0.  0.  0 = 11110000.00000000.00000000.00000000
255.255.255.255 = 11111111.11111111.11111111.11111111
                  1111XXXX.XXXXXXXX.XXXXXXXX.XXXXXXXX

```